# Вулиці Марганця
У місті Марганець Нікопольського району Дніпропетровської області станом на 2020 рік налічується 237 вулиць, 53 провулки, площа, 6 кварталів, 6 заїздів, узвіз, проїзд, 3 тупики 2 парки..
| Назва                            | Попередні назви                               | Місцевість                       |
| вулиця 8 Березня                 |                                               | Центр                            |
| вулиця 9 Січня                   |                                               | Жовтневе                         |
| Абрикосова вулиця                |                                               | Максимівка                       |
| Автомобільна вулиця              | вулиця Тольятті                               | Максимівка                       |
| Азовська вулиця                  |                                               | Жовтневе                         |
| вулиця Айвазовського             |                                               | Центр                            |
| Армійська вулиця                 |                                               |                                  |
| вулиця Бабушкіна                 |                                               | Максимівка                       |
| Базарна вулиця                   |                                               | Інститут                         |
| Барвиста вулиця                  | вулиця Раскової                               | Схід Марганця                    |
| Батуринська вулиця               | вулиця Лисенка                                | Городище                         |
| вулиця Баха                      |                                               | Городище                         |
| Безімянна вулиця                 |                                               | Центр                            |
| Берегова вулиця                  |                                               | Миколаївка                       |
| вулиця (Партизана) Бережного     |                                               | Північ Марганцю                  |
| Березнева вулиця                 | вулиця Урицького                              | Центр                            |
| вулиця Бестужева                 |                                               | Схід Чорнишівки                  |
| вулиця Бетховена                 |                                               | Жовтневе                         |
| вулиця Богуна                    |                                               | Новоселівка                      |
| вулиця Брюлова                   |                                               | Схід Чорнишівки                  |
| Будівельна вулиця                |                                               | Максимівка                       |
| Бульварна вулиця                 |                                               | Схід Марганця                    |
| вулиця Ванцетті                  |                                               | Городище                         |
| вулиця Ватутіна                  |                                               | Північ Марганцю                  |
| Весела вулиця                    |                                               | Максимівка                       |
| Весняна вулиця                   | Комуністична вулиця                           | Жовтневе                         |
| Виїзна вулиця                    | вулиця Пархоменка                             | Миколаївка                       |
| Виноградна вулиця                |                                               | Максимівка                       |
| Волгоградська вулиця             |                                               | Миколаївка                       |
| вулиця Волі                      |                                               | Максимівка                       |
| вулиця Гагаріна                  |                                               | Північ Марганцю                  |
| вулиця Гастелло                  |                                               | Максимівка                       |
| вулиця Героїв Праці              | вулиця Клари Цеткін                           | Миколаївка                       |
| Героїчна вулиця                  | вулиця Червоногвардійська                     | Схід Марганця                    |
| вулиця Герцена                   |                                               | Схід Марганця                    |
| вулиця Гідності                  | вулиця Куйбишева                              | Північ Марганцю, Жовтневе        |
| вулиця Гількевича                |                                               | Центр                            |
| вулиця Гірників                  | вулиця Леніна                                 | Північ Марганцю                  |
| вулиця Глінки                    |                                               | Північ Марганцю                  |
| вулиця Гоголя                    |                                               | Північ Марганцю                  |
| вулиця Гончара                   |                                               | Схід Марганця                    |
| вулиця Гордієнка                 |                                               | Максимівка                       |
| вулиця Горького                  |                                               | Городище                         |
| вулиця імені П. Грекова          | вулиця 20-го Партз'їзду                       | Схід Марганця                    |
| вулиця Грибоєдова                |                                               | Схід Марганця                    |
| вулиця Михайла Грушевського      | вулиця Гайдара                                | Північ Марганцю                  |
| Дніпровська вулиця               | вулиця Карла Лібкнехта                        | Центр                            |
| вулиця Добролюбова               |                                               | Максимівка                       |
| вулиця Докучаєва                 | вулиця Щербакова                              | Інститут                         |
| вулиця Долгова                   |                                               | Максимівка                       |
| Донецька вулиця                  |                                               | Жовтневе                         |
| вулиця Захара Донія              |                                               | Закам'янка                       |
| вулиця Михайла Драгоманова       | вулиця Шавріна                                | Північ Марганцю                  |
| вулиця Дружби                    |                                               | Інститут                         |
| вулиця Ентузіастів               | 2-й проїзд вулиці Енгельса                    | Північ Марганцю                  |
| Європейська вулиця               | вулиця Профінтерна                            | Жовтневе                         |
| вулиця Єдності                   | вулиця Радянська                              | Центр, Північ Марганцю           |
| вулиця Єрмака                    |                                               | Жовтневе                         |
| вулиця Василя Жуковського        | вулиця Жуковського                            | Північ Марганцю                  |
| вулиця Журналістів               | вулиця Газети Правди                          | Максимівка                       |
| Заводська вулиця                 |                                               | Північ Марганцю                  |
| Загородня вулиця                 |                                               | Схід Марганця                    |
| вулиця Закам'янка                |                                               | Закам'янка                       |
| Заливна вулиця                   |                                               | Максимівка                       |
| Залізнична вулиця                |                                               | Північ Марганцю                  |
| Західна вулиця                   |                                               | Максимівка                       |
| Звивиста вулиця                  |                                               | Центр                            |
| вулиця Зоря                      |                                               | Схід Марганця                    |
| Історична вулиця                 | вулиця Карла Маркса                           | Городище                         |
| Калинова вулиця                  | вулиця Калініна                               | Городище                         |
| вулиця Капітана І рангу Білогуня |                                               | Центр                            |
| вулиця Кармелюка                 |                                               | Жовтневе                         |
| Каховська вулиця                 |                                               | Центр                            |
| Квіткова вулиця                  |                                               | Максимівка                       |
| Квітникова вулиця                | Комсомольська вулиця                          | Центр, Інститут                  |
| Кедрова вулиця                   | вулиця Щорса                                  | Схід Марганця                    |
| Київська вулиця                  |                                               | Центр, Схід Марганця             |
| Кленова вулиця                   | вулиця 40 років Жовтня                        | Центр, Північ Марганцю           |
| вулиця Клочка                    |                                               | Інститут                         |
| Клубна вулиця                    |                                               | Центр                            |
| Ковальська вулиця                | Кузнечна вулиця                               | Максимівка                       |
| Козацька вулиця                  | вулиця Комінтерна                             | Жовтневе                         |
| вулиця Кольцова                  |                                               | Схід Марганця                    |
| вулиця Комарова                  |                                               | Максимівка                       |
| вулиця Короленка                 |                                               | Схід Марганця                    |
| вулиця Зої Космодемьянської      |                                               | Інститут                         |
| вулиця Космонавтів               |                                               | Схід Марганця                    |
| вулиця Котельникова              |                                               | Центр                            |
| вулиця Івана Котляревського      | частково вулиця Щербакова, провулок Щербакова | Інститут                         |
| вулиця Михайла Коцюбинського     | вулиця Коцюбинського                          | Північ Марганцю                  |
| вулиця Олега Кошового            |                                               | Центр                            |
| Криворізька вулиця               |                                               | Городище                         |
| Кримська вулиця                  |                                               | Північ Марганцю                  |
| Крута вулиця                     |                                               | Центр                            |
| Кубанська вулиця                 |                                               | Схід Марганця                    |
| вулиця Курчатова                 |                                               | Центр                            |
| вулиця Кутузова                  |                                               | Закам'янка                       |
| вулиця Ладигіна                  |                                               | Північ Марганцю                  |
| вулиця Леванєвського             |                                               | Підгора                          |
| вулиця Лермонтова                |                                               | Інститут, Жовтневе               |
| вулиця Лесі Українки             |                                               | Центр                            |
| Лозова вулиця                    | Червоноармійська вулиця                       | Північ Марганцю                  |
| вулиця Ломоносова                |                                               | Городище                         |
| Луганська вулиця                 |                                               | Жовтневе, Інститут               |
| Лугова вулиця                    |                                               | Максимівка                       |
| вулиця (Партизана) Люльки        | вулиця Бережного                              | Північ Марганцю                  |
| Малинова вулиця                  | вулиця Чапаєва                                | Центр                            |
| вулиця Матросова                 |                                               | Центр                            |
| вулиця Маяковського              |                                               | Центр, Північ Марганцю           |
| вулиця Металургів                |                                               | Північ Марганцю                  |
| вулиця Миротворців               | вулиця П. Морозова                            | Інститут                         |
| вулиця Миру                      |                                               | Центр, Північ Марганцю, Інститут |
| Мистецька вулиця                 | вулиця Островського                           | Городище                         |
| Мінська вулиця                   |                                               | Максимівка                       |
| Місячна вулиця                   | вулиця Лізи Чайкіної                          | Інститут                         |
| вулиця Мічуріна                  |                                               | Північ Марганцю                  |
| вулиця Можайського               |                                               | Центр                            |
| Молодіжна вулиця                 |                                               | Схід Марганця                    |
| вулиця імені І. Молодця          | вулиця Рози Люксембург                        | Центр                            |
| вулиця Мусорського               |                                               | Північ Марганцю                  |
| Набережна вулиця                 |                                               | Центр, Північ Марганцю           |
| Наукова вулиця                   | вулиця Красіна                                | Північ Марганцю                  |
| вулиця Нахімова                  |                                               | Центр                            |
| вулиця Олександра Невського      |                                               | Північ Марганцю                  |
| вулиця Некрасова                 |                                               | Північ Марганцю                  |
| вулиця Нестерова                 |                                               |                                  |
| Нижня вулиця                     |                                               | Північ Марганцю                  |
| Нікопольська вулиця              |                                               | Максимівка                       |
| Новоселівська вулиця             |                                               | Новоселівка                      |
| Обхідна вулиця (провулок)        |                                               | Городище                         |
| Одеська вулиця                   |                                               | Центр                            |
| Озерна вулиця                    |                                               | Новоселівка                      |
| Оптимістична вулиця              | вулиця Фурманова                              | Інститут                         |
| вулиця Осипенка                  |                                               | Схід Марганця                    |
| вулиця Острів Городище           |                                               | Острів Городище                  |
| Палацова вулиця                  |                                               | Центр                            |
| вулиця Панфілова                 |                                               | Максимівка                       |
| Паркова вулиця                   |                                               | Схід Марганця                    |
| вулиця Перемоги                  |                                               | Центр, Північ Марганцю           |
| Перлинна вулиця                  | вулиця Халтуріна                              | Городище                         |
| Перспективна вулиця              |                                               | Схід Марганця                    |
| Першотравнева вулиця             |                                               | Північ Марганцю                  |
| вулиця Пестеля                   |                                               | Центр                            |
| вулиця Симона Петлюри            | вулиця Боженка                                | Мар'ївка                         |
| вулиця Пирогова                  |                                               | Городище                         |
| вулиця Писанки                   |                                               | Центр                            |
| Підстепна вулиця                 |                                               | Миколаївка                       |
| вулиця Плеханова                 |                                               | Центр                            |
| вулиця Пожарського               |                                               | Максимівка                       |
| Польова вулиця                   |                                               | Закам'янка                       |
| вулиця Попова                    |                                               |                                  |
| Приватна вулиця                  | вулиця Вавілова                               | Інститут                         |
| Привокзальна вулиця              |                                               |                                  |
| Прогресивна вулиця               |                                               | Центр                            |
| Проєктна вулиця                  |                                               | Схід Марганця                    |
| Промислова вулиця                |                                               | Інститут                         |
| Прохолодна вулиця                | Жовтнева вулиця                               | Жовтневе                         |
| вулиця Пугачова                  |                                               | Північ Марганцю                  |
| вулиця Пушкіна                   |                                               | Центр, Інститут                  |
| Пшенична вулиця                  |                                               |                                  |
| Радісна вулиця                   | вулиця Ленінградська                          | Жовтневе                         |
| вулиця Радіщева                  |                                               | Північ Марганцю                  |
| вулиця Степана Разіна            |                                               | Мар'ївка                         |
| Райдужна вулиця                  | вулиця Енгельса                               | Північ Марганцю                  |
| вулиця Раскової                  |                                               | Схід Марганця                    |
| вулиця Ревун                     |                                               | Городище                         |
| вулиця Рєпіна                    |                                               | Максимівка                       |
| вулиця Рилєєва                   |                                               | Схід Марганця                    |
| Різдвяна вулиця                  | вулиця Воровського                            | Максимівка, Підгора              |
| Ростовська вулиця                |                                               | Жовтневе                         |
| вулиця Сагайдачного              |                                               | Центр                            |
| Садова вулиця                    |                                               | Центр                            |
| Вулиця Сахарова                  |                                               | Закам'янка                       |
| Світла вулиця                    | вулиця Котовського                            | Максимівка                       |
| вулиця Святослава Хороброго      | Кінноармійська вулиця                         | Центр, Інститут                  |
| Севастопільська вулиця           |                                               | Північ Марганцю                  |
| Селянська вулиця                 |                                               | Підгора                          |
| вулиця Сеченова                  |                                               | Північ Марганцю                  |
| вулиця Валентина Сєрова          | вулиця Сєрова                                 | Максимівка                       |
| Сінна вулиця                     |                                               | Підгора                          |
| вулиця Івана Сірка               |                                               | Максимівка                       |
| Слов'янська вулиця               |                                               | Миколаївка                       |
| Соборна вулиця                   | вулиця 50 років Жовтня                        | Центр                            |
| Солов'їна вулиця                 | вулиця Луначарського                          | Центр                            |
| Соняшникова вулиця               | вулиця Менжинського                           | Максимівка                       |
| вулиця Спартака                  |                                               | Центр                            |
| вулиця Ізмаїла Срезневського     | вулиця Белінського                            | Підгора                          |
| вулиця Старицького               |                                               | Жовтневе                         |
| Староміська вулиця               | Дніпропетровська вулиця                       | Городище                         |
| Степова вулиця                   |                                               | Жовтневе                         |
| Стрілецька вулиця                | Інтернаціональна вулиця                       | Миколаївка                       |
| вулиця Суворова                  |                                               | Закам'янка                       |
| вулиця Сурікова                  |                                               | Північ Марганцю                  |
| Таврійська вулиця                | вулиця Димитрова                              | Максимівка                       |
| Тіниста вулиця                   |                                               | Грушівка (Іллінка)               |
| вулиця Тітова                    |                                               | Інститут                         |
| вулиця Толбухіна                 |                                               | Мар'ївка                         |
| вулиця Толстого                  |                                               | Інститут                         |
| Торговельна вулиця               | вулиця Ворошилова                             | Інститут                         |
| Травнева вулиця                  | вулиця Свердлова                              | Центр                            |
| Трояндова вулиця                 | вулиця Орджонікідзе                           | Північ Марганцю                  |
| Трубна вулиця                    |                                               | Підгора                          |
| вулиця Тургенєва                 |                                               | Північ Марганцю                  |
| Тюльпанова вулиця                | вулиця Тельмана                               | Миколаївка                       |
| Українська вулиця                |                                               | Схід Чорнишівки                  |
| Універсальна вулиця              | вулиця Ульянова                               | Північ Марганцю                  |
| вулиця Ушакова                   |                                               | Максимівка                       |
| Фабрична вулиця                  |                                               | Максимівка                       |
| Фестивальна вулиця               |                                               | Інститут                         |
| вулиця Фокіна                    |                                               | Інститут                         |
| вулиця Івана Франка              |                                               | Північ Марганцю                  |
| Фруктова вулиця                  | 1-й заїзд вулиці Куйбишева                    |                                  |
| вулиця Хліборобів                | вулиця Крупської                              | Жовтневе                         |
| вулиця Богдана Хмельницького     |                                               | Городище                         |
| Хортицька вулиця                 | вулиця 22 Жовтня                              | Максимівка                       |
| Центральна вулиця                |                                               | Інститут                         |
| Цимлянська вулиця                |                                               | Жовтневе                         |
| вулиця Ціалковського             |                                               | Північ Марганцю                  |
| вулиця Чайковського              |                                               | Максимівка                       |
| Чарівна вулиця                   | вулиця Лазо                                   | Схід Марганця                    |
| вулиця Чернишевського            |                                               | Центр                            |
| вулиця Черняховського            |                                               | Центр                            |
| вулиця Чехова                    |                                               | Центр                            |
| вулиця Чіатурська                |                                               | Жовтневе                         |
| вулиця Чкалова                   |                                               | Новоселівка                      |
| Чумацька вулиця                  | вулиця Кірова                                 | Центр                            |
| Шахтарська вулиця                |                                               | Схід Марганця                    |
| Шахтна вулиця                    |                                               | Центр                            |
| вулиця Шевченка                  |                                               | Городище                         |
| вулиця Шишкіна                   |                                               | Схід Марганця                    |
| Шкільна вулиця                   |                                               | Городище                         |
| Щаслива вулиця                   | вулиця Баумана                                | Максимівка                       |
| вулиця ЩедрІна                   |                                               | Інститут                         |
| вулиця Щербини                   |                                               | Схід Марганця                    |
| Юнацька вулиця                   | Піонерська вулиця                             | Інститут                         |
| вулиця Ярослава Мудрого          | Колгоспна вулиця                              | Городище                         |
| Ясна вулиця                      | вулиця Фрунзе                                 | Інститут                         |
|                                  |                                               |                                  |
| Банний провулок                  |                                               | Центр                            |
| Братський провулок               | провулок Енгельса                             | Північ Марганцю                  |
| Вільний провулок                 |                                               | Центр                            |
| Вузький провулок                 |                                               | Центр                            |
| Гайдамацький провулок            | провулок Куйбишева                            | Північ Марганцю                  |
| провулок Герцена                 |                                               | Схід Марганця                    |
| провулок Гірників                | провулок Леніна                               | Північ Марганцю                  |
| Глухий провулок                  |                                               | Новоселівка                      |
| Городищанський провулок          |                                               | Городище                         |
| провулок Джамбула                |                                               | Схід Марганця                    |
| провулок Димитрова               |                                               | Максимівка                       |
| провулок Добролюбова             |                                               | Максимівка                       |
| Донський провулок                |                                               | Центр                            |
| Затишний провулок                | провулок Войкова                              | Городище                         |
| Зелений провулок                 |                                               | Інститут                         |
| Казковий провулок                | провулок Лазо                                 | Схід Марганця                    |
| Короткий провулок                |                                               | Центр                            |
| Кривий провулок                  |                                               | Центр                            |
| Ковальський провулок             | Кузнечний провулок                            | Максимівка                       |
| Космічний провулок               |                                               | Центр                            |
| Круговий провулок                |                                               | Закам'янка                       |
| Кутовий провулок                 |                                               | Закам'янка                       |
| Ламаний провулок                 |                                               | Городище                         |
| провулок (тупік) Лесі Українки   |                                               | Центр                            |
| Лікарняний провулок              |                                               | Центр                            |
| провулок Люльки                  |                                               |                                  |
| Мальовничий провулок             | провулок Комсомольський                       |                                  |
| Нікопольський провулок           |                                               | Максимівка                       |
| Новий провулок                   |                                               | Північ Марганцю                  |
| провулок Панфілова               |                                               | Максимівка                       |
| Парковий провулок                |                                               | Центр                            |
| провулок Переможців              | провулок Профінтерна                          |                                  |
| Північний провулок (тупік)       |                                               | Максимівка                       |
| Полтавський провулок             |                                               | Центр                            |
| провулок Радіщева                |                                               | Північ Марганцю                  |
| Рекордний провулок               |                                               | Максимівка                       |
| Рідний провулок                  | провулок Павлика Морозова                     | Інститут                         |
| Робочий провулок                 |                                               | Центр                            |
| Середній провулок                |                                               | Північ Марганцю                  |
| Таврійський провулок             |                                               | ,Городище                        |
| Тихий провулок                   |                                               | Інститут                         |
| Тінистий провулок                | провулок Пархоменка                           | Миколаївка                       |
| Ударний провулок                 |                                               | Городище                         |
| Упорний провулок                 |                                               | Центр                            |
| Фонтанний провулок               |                                               | Центр                            |
| Харківський провулок             |                                               | Максимівка                       |
| провулок Ціалковського           |                                               | Північ Марганцю                  |
| Червоний провулок                |                                               | Центр                            |
| провулок Черняховського          |                                               | Центр                            |
| провулок Чкалова                 |                                               | Новоселівка                      |
| Швидкий провулок                 |                                               | Городище                         |
| провулок Шевченка                |                                               | Городище                         |
| Янтарний провулок                | провулок Шмідта                               | Центр                            |
|                                  |                                               |                                  |
| площа Гірницької Слави           | площа Леніна                                  | Центр                            |
|                                  |                                               |                                  |
| Набережний узвіз                 |                                               | Центр                            |
|                                  |                                               |                                  |
| тупік Миру                       |                                               | Центр                            |
| Парковий тупік                   |                                               | Центр                            |
| Середній тупік                   |                                               | Північ Марганцю                  |
|                                  |                                               |                                  |
| Грейдерний заїзд                 |                                               | Максимівка                       |
| Київський заїзд                  |                                               | Схід Марганця                    |
| Лебединий проїзд (провулок)      | 2-й проїзд провулку Лазо                      | Схід Марганця                    |
| 1-й Польовий заїзд               |                                               | Закам'янка                       |
| Польовий заїзд                   |                                               | Максимівка                       |
| заїзд Радищева                   |                                               | Північ Марганцю                  |
| заїзд Шишкіна                    |                                               | Схід Марганця                    |
|                                  |                                               |                                  |
| 10-й квартал                     |                                               | Інститут                         |
| Південний квартал                |                                               | Центр                            |
| Північний квартал                |                                               | Центр                            |
| Сонячний квартал                 |                                               | Схід Марганця                    |
| Східний квартал                  |                                               | Схід Марганця                    |
| Ювілейний квартал                |                                               | Інститут                         |
|                                  |                                               |                                  |
| Центральний парк                 | парк імені Островського                       | Центр                            |
| парк імені Тараса Шевченка       |                                               | Максимівка                       |